# AF Большой Медведицы
AF Большой Медведицы (лат. AF Ursae Majoris) — двойная затменная переменная звезда типа Алголя (EA) в созвездии Большой Медведицы на расстоянии приблизительно 3287 световых лет (около 1008 парсеков) от Солнца. Видимая звёздная величина звезды — от +11,6m до +10,8m. Орбитальный период — около 5,2576 суток.

## Характеристики
Первый компонент — белая звезда спектрального класса A0.